# Colonna (familie)

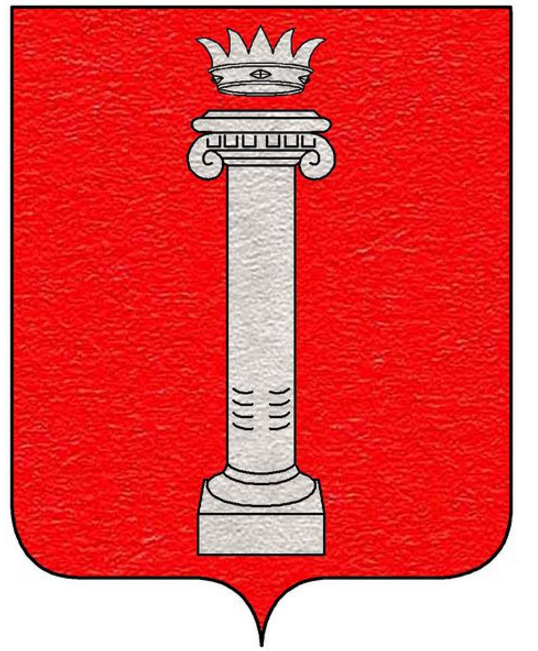
Het wapen van de familie Colonna

Colonna of Columna is een eeuwenoude adellijke Romeinse familie.

## Geschiedenis
Volgens de overlevering is de familie Colonna een tak van de graven van Tusculum, met als eerste Pieter de Columna (1099-1151), zoon van Gregorius III, graaf van Tusculum. Pieter was eigenaar van het kasteel Columna in Colonna, in de Albaanse Heuvels. Verder terug gaat hun afstamming langs de graven van Tusculum via Lombarden en Italo-Romeinse edelen, kooplieden en geestelijken door tot in de vroege middeleeuwen. Uiteindelijk beweerden ze af te stammen van de Julio-Claudiaanse dynastie, dit wil zeggen van Julius Caesar en van de keizers Augustus, Claudius, Caligula, Nero enz.
Zoals de graven van Tusculum, speelden de Colonna's een grote rol binnen de Romeinse katholieke kerk, sommigen als trouwe verdedigers van de paus, anderen als tegenstanders. Ze leverden aan de kerk de zalige Margaritha Colonna, een paus, Martinus V en drieëntwintig kardinalen. De eerste kardinaal binnen de familie was, in 1206, Giovanni Colonna di Carbognano, benoemd tot kardinaal-deken van SS. Cosma e Damiano.
Zijn neef, Giovanni Colonna (geboren ca. 1206), legde rond 1228 zijn plechtige geloften af als dominicaan en kreeg zijn theologische en filosofische opleiding aan het Romeinse studium van Santa Sabina, de voorloper van de Universiteit van Sint Thomas van Aquino, het Angelicum. Hij diende als provinciaal van de Romeinse provincie van de dominicanen en leidde het provinciaal kapittel van 1248 in Anagni. Colonna werd in 1255 benoemd tot aartsbisschop van Messina.
Margaritha Colonna (overleden in 1248) was lid van de franciscaner orde. Zij werd in 1848 zalig verklaard door paus Pius IX.
In deze tijd begon de rivaliteit met de pro-pauselijke familie Orsini, leiders van de Welfen. Dit versterkte de pro-keizerlijke Ghibellijnse koers die de Colonna-familie volgde gedurende de gehele periode van het conflict tussen het pausdom en het Heilige Roomse Rijk.

## Colonna versus pausdom

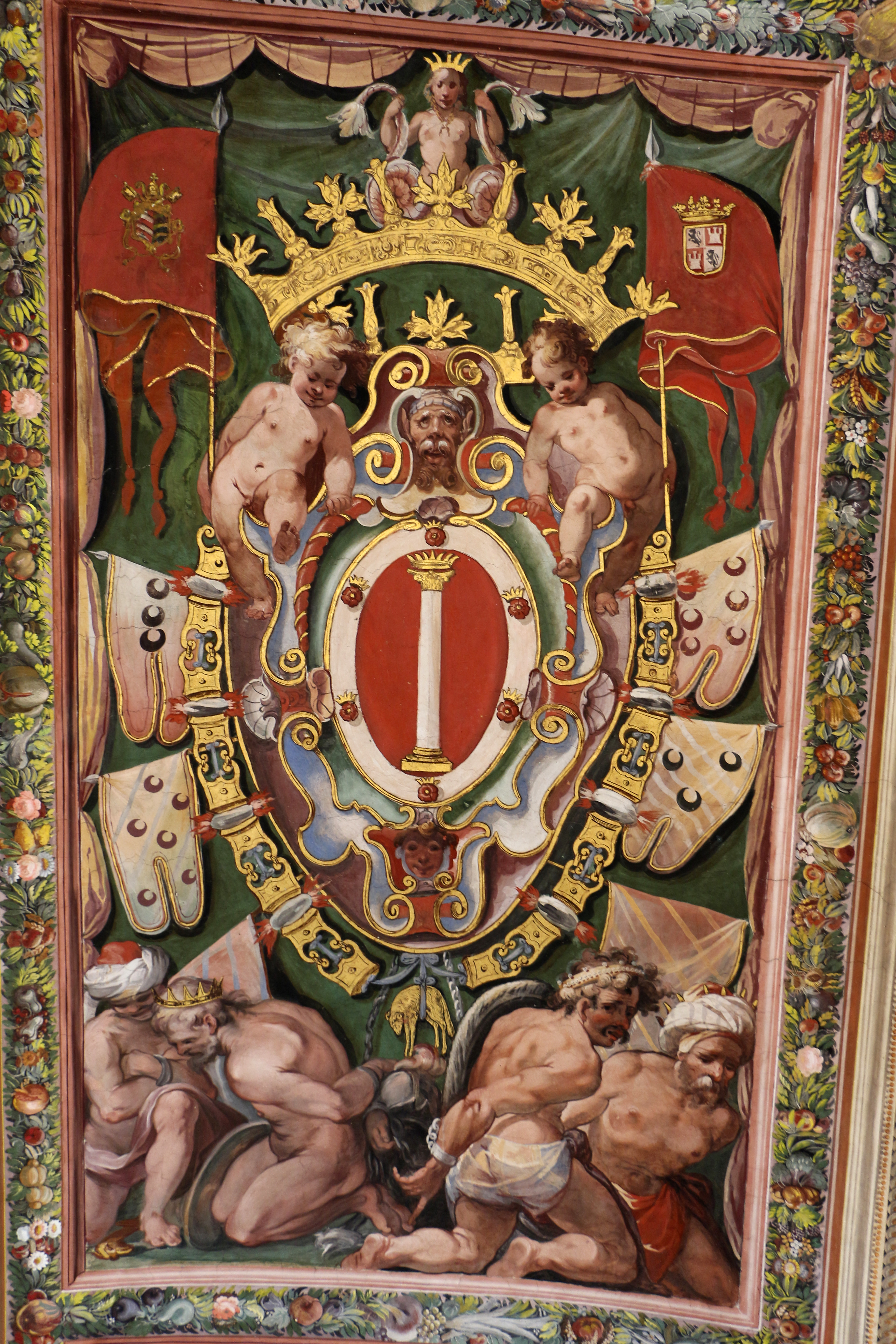
Het wapen van de familie Colonna afgebeeld in het Palazzo Colonna in Rome

In 1297 onterfde kardinaal Jacopo (Giacomo Colonna) zijn broers Ottone, Matteo en Landolfo van hun landerijen. Ze gingen in beroep bij paus Bonifacius VIII, die Jacopo beval het land terug te geven en bovendien de bolwerken Colonna, Palestrina en andere steden van de familie aan het pausdom af te staan. Jacopo weigerde; in mei verwijderde Bonifacius hem uit het college van kardinalen en excommuniceerde hem en zijn volgelingen.
De familie Colonna (afgezien van de drie met de paus geallieerde broers) verklaarde dat Bonifacius onwettig was gekozen na de controversiële troonsafstand van paus Celestinus V. Het geschil leidde tot een openlijke oorlog, en in september benoemde Bonifacius Landolfo tot bevelhebber van zijn leger, om de opstand van Landolfo's eigen Colonna-familieleden neer te slaan. Tegen het einde van 1298 had Landolfo Colonna, Palestrina en andere steden veroverd en met de grond gelijk gemaakt. De landerijen van de familie werden verdeeld onder Landolfo en zijn trouwe broers, terwijl de rest van de familie Italië ontvluchtte.
De verbannen Colonna's sloten een verbond met de andere grote vijand van de paus, Filips IV van Frankrijk, die in zijn jeugd les had gehad van kardinaal Egidio Colonna. In september 1303 leidden Sciarra en Filips' adviseur, Guillaume de Nogaret, een kleine troepenmacht naar Anagni om Bonifacius VIII te arresteren en hem naar Frankrijk te brengen, waar hij terecht zou staan. De twee slaagden erin de paus te arresteren, waarbij Sciarra de paus een klap in het gezicht zou hebben gegeven, wat daarom de "Woede van Anagni" werd genoemd. De poging mislukte uiteindelijk na een paar dagen, toen de plaatselijke bevolking de paus bevrijdde. Bonifacius VIII stierf echter op 11 oktober, waardoor Frankrijk zijn zwakkere opvolgers kon overheersen tijdens het pausdom van Avignon.

## Late Middeleeuwen
De familie bleef in het centrum van het burgerlijke en godsdienstige leven gedurende de late middeleeuwen. Kardinaal Egidio Colonna overleed aan het pauselijk hof van Avignon in 1314. Hij was augustijn en had in Parijs theologie gestudeerd bij de heilige Thomas van Aquino om een van de meest gezaghebbende denkers van zijn tijd te worden.
In de 14e eeuw sponsorde de familie de decoratie van de basiliek van Sint-Jan van Lateranen, met name de vloermozaïeken.
In 1328 trok Lodewijk IV van Duitsland, Italië binnen voor zijn kroning tot Heilig Rooms Keizer. Omdat paus Johannes XXII in Avignon verbleef en publiekelijk had verklaard dat hij Lodewijk niet zou kronen, besloot de koning zich te laten kronen door een lid van de Romeinse aristocratie. Het was Colonna, bijgenaamd Sciarra Colonna, die de opdracht volbracht. Ter ere van deze gebeurtenis kreeg de familie Colonna het voorrecht om de keizerlijke spitse kroon op zijn wapenschild te plaatsen.
De beroemde dichter Petrarca, was een grote vriend van de familie, in het bijzonder van kardinaal Giovanni Colonna (1295-1348) en verbleef vaak in Rome als gast van de familie. Hij componeerde een aantal sonnetten voor speciale gelegenheden binnen de familie Colonna, waaronder "Colonna de Glorieuze, de grote Latijnse naam waarop al onze hoop rust". In deze periode begonnen de Colonna's te beweren dat zij afstammelingen waren van de Julio-Claudiaanse dynastie.

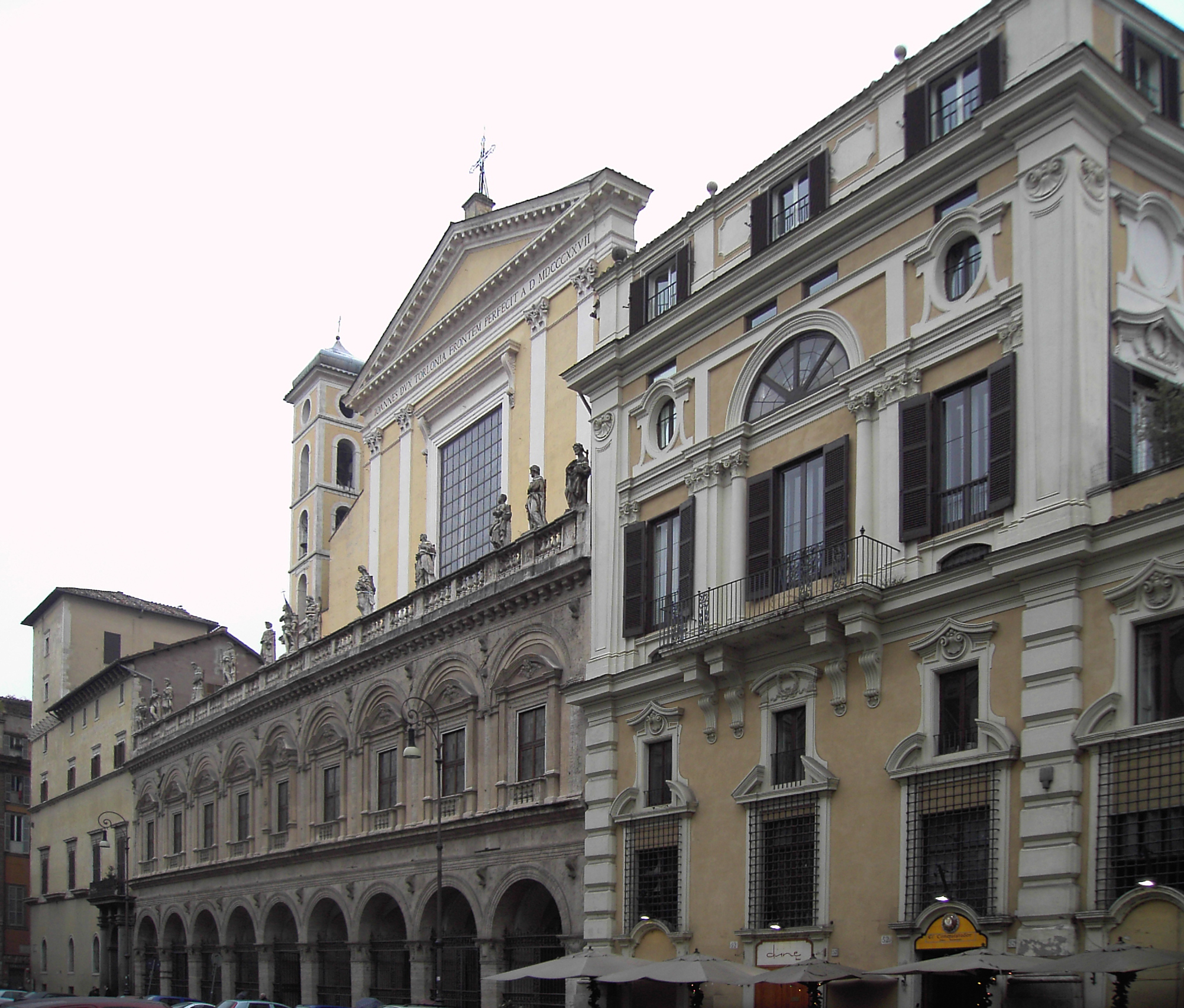
Palazzo Colonna in Rome (begonnen door paus Martinus V, tot op de dag van vandaag residentie van de familie)

Op het Concilie van Konstanz slaagden de Colonna's uiteindelijk in hun pauselijke ambities toen Oddone Colonna op 14 november 1417 werd gekozen. Als Martinus V regeerde hij tot zijn dood op 20 februari 1431.

## Vroegmoderne tijd
Vittoria Colonna werd in de zestiende eeuw beroemd als dichteres en als figuur in geletterde kringen.
In 1627 trouwde Anna Colonna, dochter van Filippo I Colonna, met Taddeo Barberini van de familie Barberini, een neef van paus Urbanus VIII.
In 1728 voegde de tak Carbognano (Colonna di Sciarra) van de familie Colonna de naam Barberini toe aan haar familienaam toen Giulio Cesare Colonna di Sciarra trouwde met Cornelia Barberini, dochter van de laatste mannelijke Barberini die de naam droeg en kleindochter van Maffeo Barberini (1631-1685) (zoon van Taddeo Barberini).

## Huidige status
De familie Colonna is sinds 1710 prins-assistent van de pauselijke troon, hoewel hun pauselijke prinselijke titel pas van 1854 dateert.
De residentie van de familie in Rome, het Palazzo Colonna, is elke zaterdagochtend voor het publiek geopend.
De belangrijkste lijn, "Colonna di Paliano" wordt in de 21ste eeuw vertegenwoordigd door prins Marcantonio Colonna di Paliano, prins en hertog van Paliano (geb. 1948), wiens erfgenaam Don Giovanni Andrea Colonna di Paliano (geb. 1975) is, en door Don Prospero Colonna di Paliano, prins van Avella (geb. 1956), wiens erfgenaam Don Filippo Colonna di Paliano (geb. 1995) is.
De lijn "Colonna di Stigliano" wordt vertegenwoordigd door don Prospero Colonna di Stigliano, prins van Stigliano (geb. 1938), wiens erfgenaam zijn neef don Stefano Colonna di Stigliano (geb. 1975) is.

## Notabele leden

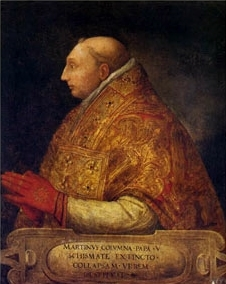
Oddo Colonna (1368-1431), paus Martin V 1417-1431

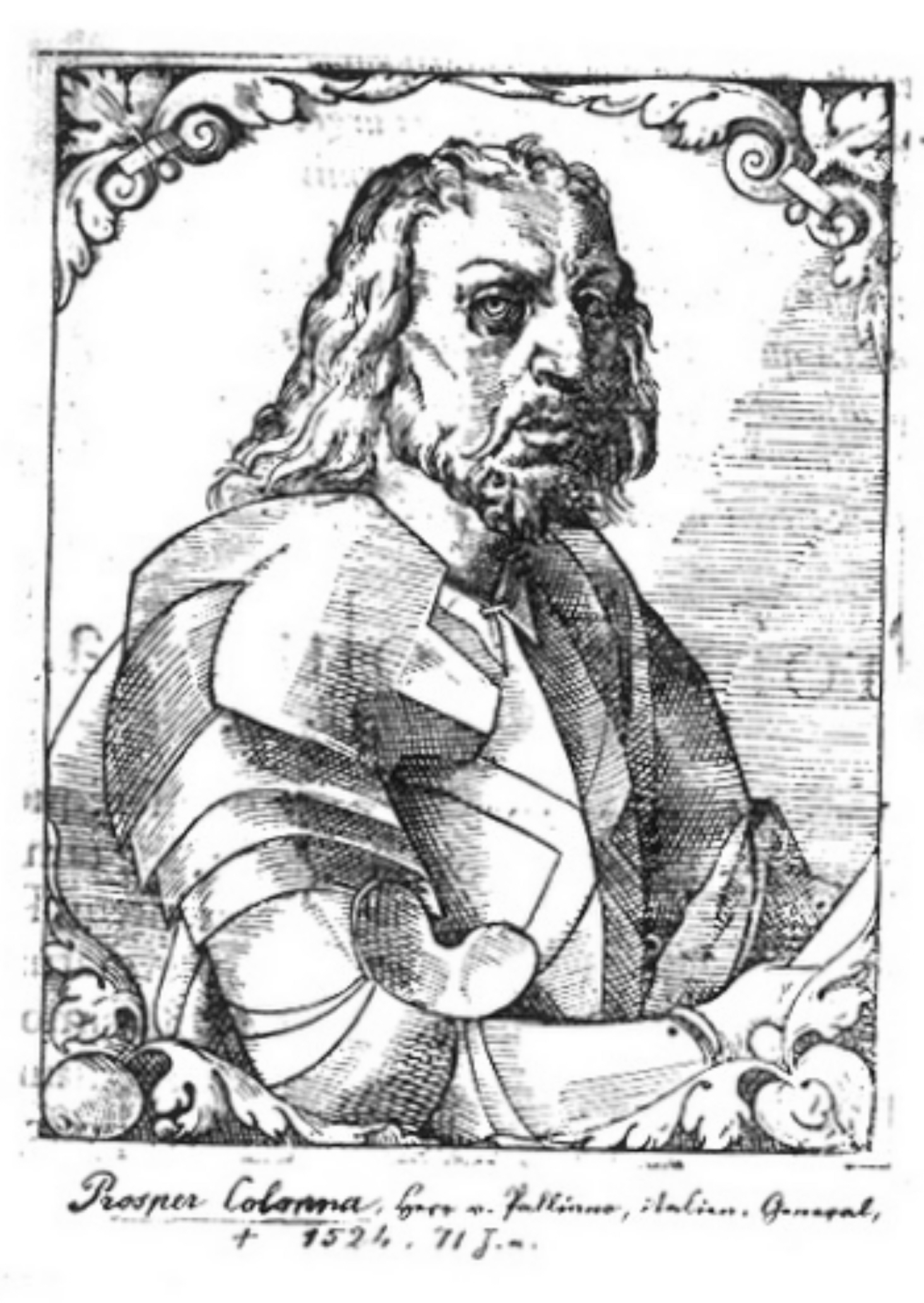
Prospero Colonna (1452-1523), pauselijk condottiere

- Gelukzalige Margherita Colonna (ca. 1255 - 1280).
- Stefano Colonna (1265 - ca. 1348), een invloedrijk edelman in het middeleeuwse Rome en keizerlijk vicaris in het begin van de 14e eeuw.
- Giacomo Colonna (1270-1329), die deelnam aan de Woede van Anagni tegen paus Bonifatius VIII.
- Giovanni Colonna (1295-1348), invloedrijk kardinaal tijdens het pausdom van Avignon.
- Stefano Colonna (1347-1379), kardinaal.
- Oddone Colonna (1369-1431), wiens verkiezing tot paus Martinus V in 1417 een einde maakte aan het Westers Schisma.
- Ludovico Colonna (1390-1436), condottiere.
- Prospero Colonna (1410-1463), kardinaal.
- Fabrizio Colonna (ca. 1450 - 1520), die de vader was van Vittoria Colonna, en een generaal in de Oorlog van de Liga van Cambrai of Heilige Liga.
- Prospero Colonna (1452-1523), die aan de zijde van zijn neef Fabrizio Colonna vocht.
- Francesco Colonna (1453? - 1517?), "La Pugna d'amore in sogno" di Francesco Colonna Romano, 1996, Maurizio Calvesi, aan wie, samen met de monnik Francesco Colonna, het auteurschap van de Hypnerotomachia Poliphili wordt toegeschreven door een acrostichon in de tekst. Ook wordt aangenomen dat hij het verhaal heeft geschreven.
- Marcantonio I Colonna (1478-1522), condottiere van de 15e-16e eeuw.
- Pompeo Colonna (1479-1532), kardinaal. Een neef van Prospero Colonna, hierboven genoemd. Onderkoning van Napels van 1530 tot 1532.
- Vittoria Colonna (1490-1547), vriendin van Michelangelo. Trouwde in 1507 met de Spaans-Italiaanse Fernando d'Avalos, markies van Pescara, overleden 1525, die bij haar weduwschap Alfonso d'Avalos, eveneens markies del Vasto, een neef van haar vroegere echtgenoot, adopteerde.
- Pirro Colonna (1500-1552), 16e-eeuwse kapitein onder Karel V.
- Marcantonio II Colonna de Jongere (1535-1584), hertog van Tagliacozzo. Zoon van Ascanio Colonna en Juana de Aragón. Hij nam deel aan de zeeslag van Lepanto tegen de Turken op 7 oktober 1571 en was in 1577-1584 onderkoning van Sicilië. Prins van Paliano.
- Ascanio Colonna (1560-1608), kardinaal.
- Federico Colonna y Tomacelli, prins van Butera (1601-1641), onderkoning van Valencia, in Spanje, 1640-1641, onderkoning van Catalonië, 1641. Hij was groot-veldwachter van het koninkrijk Napels (1639-1641), evenals zijn vader Filippo I Colonna, (1578 - 11 april 1639).
- Marcantonio V Colonna (1606/1610-1659), prins van Paliano.
- Lorenzo Onofrio Colonna, onderkoning van Aragon, 1678-1681, in Spanje.
- Prospero II Colonna (1662-1743), kardinaal.
- Carlo Colonna (1665-1739), in 1706 door Clemens XI tot kardinaal benoemd.
- Guido Colonna di Paliano (1908-1982), diplomaat en Europees commissaris.

## Voetnoten
1. ↑  Werner Maleczek, Papst und Kardinalskolleg von 1191 bis 1216, Wenen 1984, p. 154-155
2. ↑  Helene Tillmann, "Ricerche sull'origine dei membri del collegio cardinalizio nel XII secolo. II/2. Identificazione dei cardinali del secolo XII di provenienza Romana", Rivista di Storia della Chiesa in Italia, 1975, p. 401-402
3. ↑  (it) Stefano, Antonio N. Di (1 januari 1995). Fra Giovanni Colonna. Edizioni Studio Domenicano. ISBN 9788870941920. Gearchiveerd op 22 april 2022.
4. ↑  (la) Monumenta et antiquitates veteris disciplinae Ordinis Praedicatorum ab anno 1216 ad 1348 praesertim in romana provincia praefectorumque qui eandem rexerunt biographica chronotaxis... opera et studio p. fr. Pii-Thomae Masetti.... ex Typographia Rev. Cam. Apostolicae (1 januari 1864). Gearchiveerd op 7 april 2022.
5. ↑  Antonio N. Di Stefano (1995). Fra Giovanni Colonna, pp. 30-31. ISBN 9788870941920. Gearchiveerd op 12 januari 2017. Geraadpleegd op 24 februari 2013.
6. ↑  Worldroots - Barberini
7. ↑  Artikel van Guy de Stair Sainty over het pauselijk hof
8. ↑   Geschiedenis van de pausen; hun kerk en staat (Deel III) door Leopold von Ranke (Wellesley College Library, herdruk; 2009)[dode link]